# أنتوني بالش
أنتوني بالش (بالإنجليزية: Antony Balch)‏ هو مخرج بريطاني، ولد في 10 سبتمبر 1937 في لندن في المملكة المتحدة، وتوفي في 6 أبريل 1980 في وستمنستر في المملكة المتحدة.

## وصلات خارجية
- أنتوني بالش على موقع IMDb (الإنجليزية)
- أنتوني بالش على موقع ديسكوغز (الإنجليزية)
- أنتوني بالش على موقع قاعدة بيانات الفيلم (الإنجليزية)
- أنتوني بالش على موقع كينوبويسك (الروسية)